# Opatovice (Světlá nad Sázavou)
Opatovice (německy Opatowitz) je malá vesnice, část města Světlá nad Sázavou v okrese Havlíčkův Brod. Nachází se asi 4,5 km na severozápad od Světlé nad Sázavou. V roce 2009 zde bylo evidováno 24 adres. V roce 2001 zde trvale žilo 62 obyvatel.
Opatovice leží v katastrálním území Opatovice u Světlé nad Sázavou o rozloze 2,69 km2.

## Památky a zajímavosti
- Kaple
- Křížek na jihu vsi

## Další fotografie

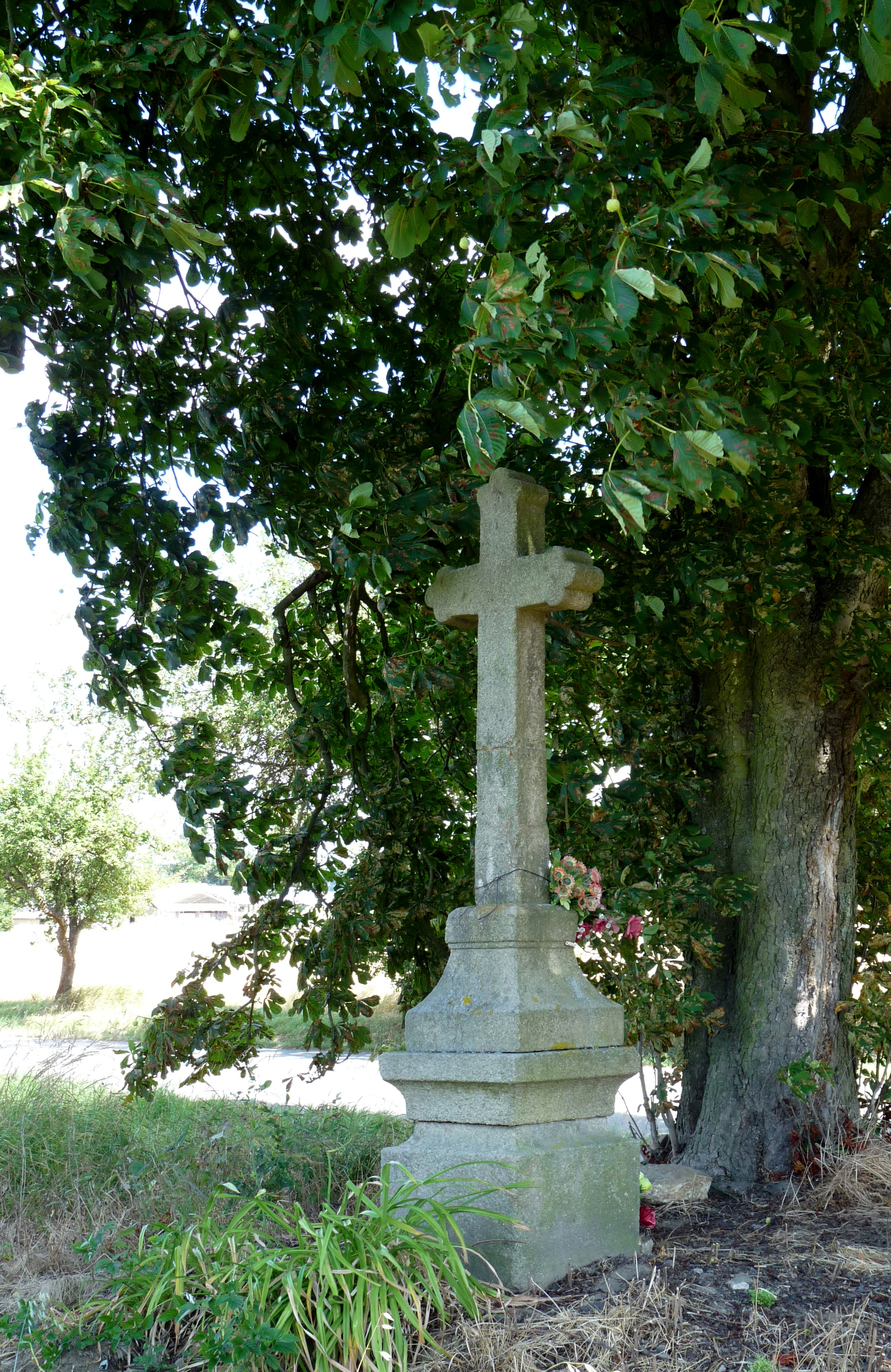
Křížek na jihu
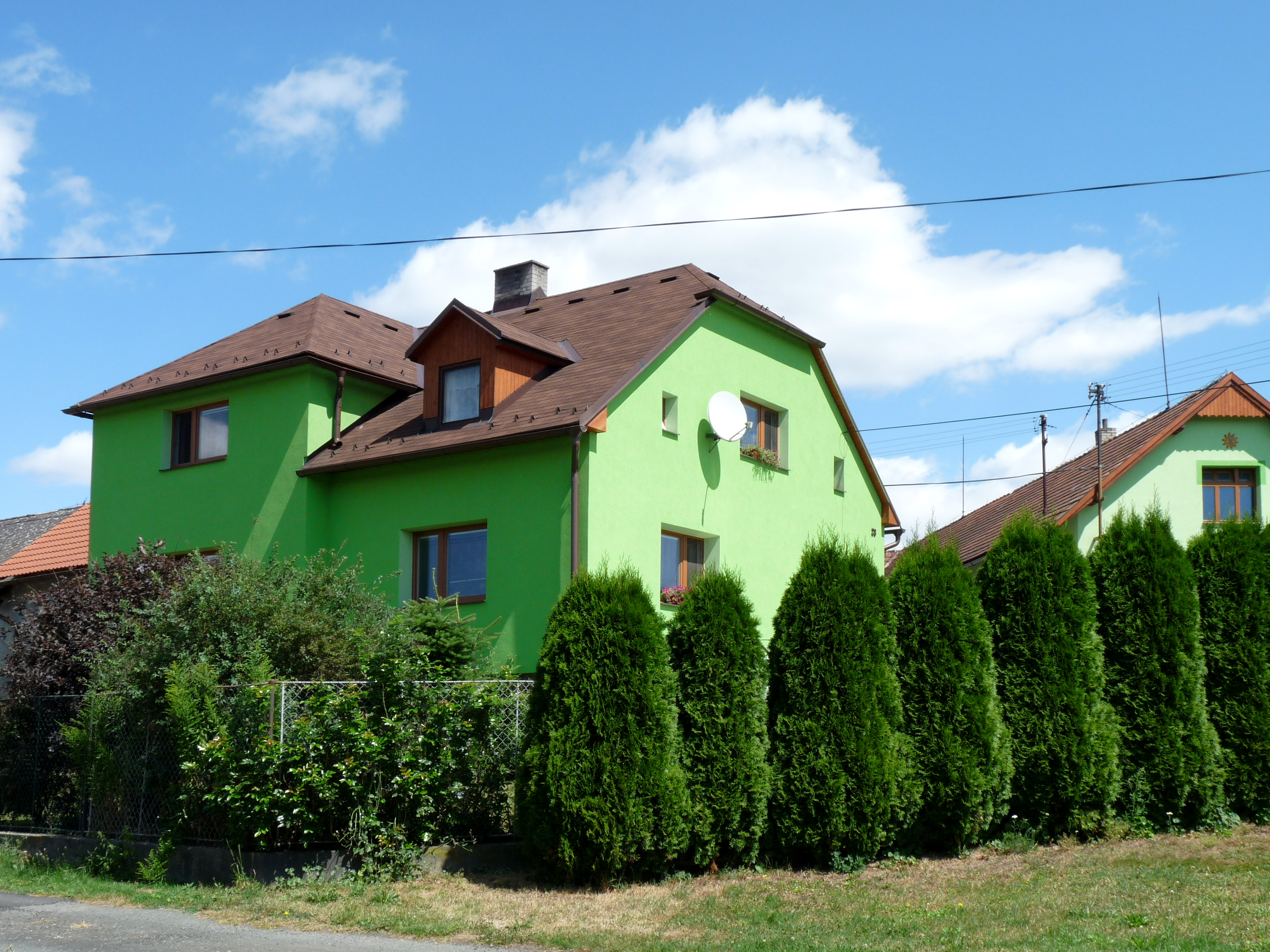
Dům čp. 23